# Judith Heumann

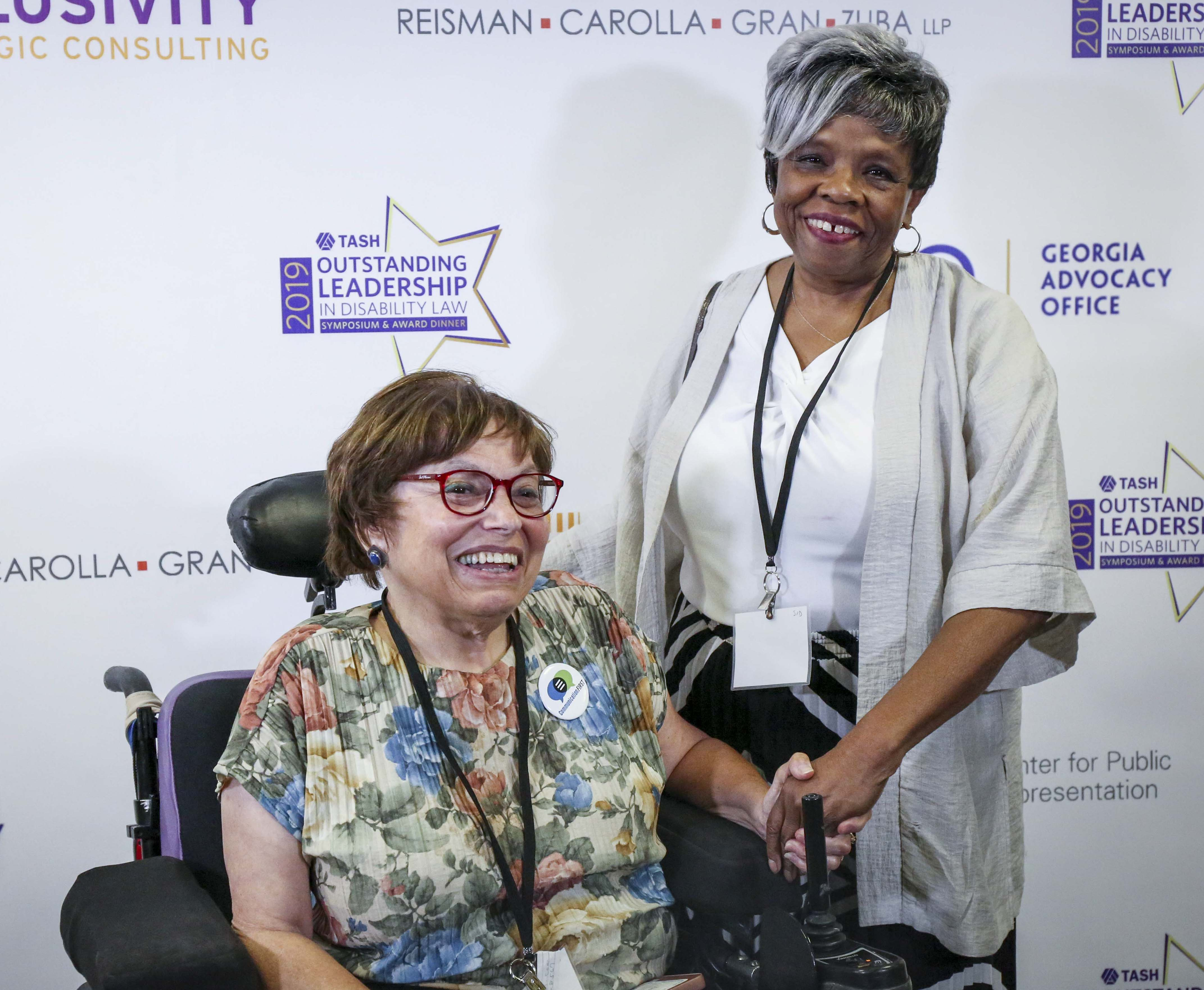
Judith Heumann och Barbara Ransom vid ett handikapprättssymposium och prismiddag vid George Washington University 25 juli 2019.

Judith Ellen "Judy" Heumann, född 18 december 1947 i Brooklyn i New York, död 4 mars 2023 i Washington, D.C., var en amerikansk människorättsaktivist och en pionjär i den internationella rörelsen för funktionsnedsattas rättigheter.
Heumann arbetade med regeringar, icke-statliga organisationer (NGO:s), ideella organisationer och andra intressegrupper för funktionsnedsattas rättigheter sedan 1970-talet. Hon spelade stor roll för skapandet av lagar och politik som gynnar barn och vuxna med funktionsnedsättningar. 
Heumann bidrog till att göra funktionsrättigheter mainstream genom sitt arbete i Världsbanken och USA:s utrikesdepartement, och bidrog också till att Independent Living-rörelsen har spridits internationellt.

## Biografi
Heumann hade polio när hon var 18 månader och har använt en rullstol större delen av sitt liv.
Som ung deltog Heumann i Camp Jened, ett läger för unga med funktionsnedsättningar i Hunter, New York varje sommar från att hon var 9 till 18 år. Heumanns tid på lägret gjorde henne medveten om hur funktionsnedsatta ofta hade liknande upplevelser och hon sa senare: "Vi delade samma glädje, samma ilska över hur vi behandlades och samma frustrationer över de möjligheter vi saknade."
Heumann studerade logopedi på Long Island University, där hon började engagera sig för funktionsnedsattas rättigheter.
Hon blev den första rullstolsburna läraren i New York, efter att ha tagit staden till domstol då hon nekats jobb på grund av att hon satt i rullstol. 
Heumann medgrundade Disabled in Action (DIA) 1970.
1977 var hon en av ledarna i den längsta ockupationen av en federal byggnad i USA:s historia. Ockupationen varade 28 dagar och drev igenom Section 504 of the Rehabilitation Act, som garanterar rättigheter för funktionsnedsatta.
2010-2017 arbetade hon som Special Advisor on International Disability Rights för USA:s utrikesdepartement.
Heumanns bok Being Heumann: An Unrepentant Memoir of a Disability Rights Activist publicerades i februari 2020.

## Media
Dokumentären Crip Camp (2020) skildrar Camp Jened och dess påverkan på deltagarna, däribland Heumann.
Heumann intervjuas av Trevor Noah på the Daily Show.
Heumanns TED talk från 2017: Our fight for disability rights – and we’re not done yet.
Dokumentären The Power of 504 skildrar delar av Heumanns arbete.